# شمال إفريقيا الإيطالية
شمال أفريقيا الإيطالية (بالإيطالية: Africa Settentrionale Italiana) هي الأراضي التي كانت تسيطر عليها
المستعمرات الإيطالية في شمال أفريقيا من عام 1911 حتى الحرب العالمية الثانية. في عام 1939، سمى
بنيتو موسوليني شاطئ شمال أفريقيا بالشاطئ الرابع الإيطالي، إشارة إلى شمال أفريقيا الإيطالية.

## نبذه تاريخية
شمال أفريقيا الإيطالية وجدت في مرحلتين, الأولى: 1911-1934, طرابلس وبرقة، وبعد عام 1934، ليبيا. في الواقع، 1934-1939، وكان يعرف آنذاك الإيطالية شمال أفريقيا ليبيا كما تم توحيد أراضي شمال أفريقيا في واحدة مستعمرة، الإيطالية ليبيا.
دعا الزعيم الفاشي الدكتاتور بينيتو موسوليني في العام 1939 تسمية ساحل ليبيا بالشاطئ الرابع. الشاطئ
الطويل الرابع مستمد من الجغرافيا كونها شبه جزيرة طويلة وضيقة تمتد في البحر الأبيض المتوسط مع الشواطئ
حيث المبدأ، وهما الدعامة الأولى على الشرق على طول ساحل البحر الأدرياتيكي، والثانية على الشاطئ الغربي
على طول البحر التيراني. وكان من المقرر أن يكون البحر الأدرياتيكي المعاكس الشاطئ جنوب البلقان، مع
دالماتيا، والجبل الأسود وألبانيا، للتوسع، مع ليبيا على البحر المتوسط ليصبح بذلك رابع وهكذا كان
الشاطئ الرابع في الجزء الجنوبي من إيطاليا الكبرى، وهو من مشاريع الفاشية لتوسيع حدود مملكة إيطاليا
حول البحر الأبيض المتوسط.